# オープンループ利得
オープンループ利得（オープンループりとく、英: open loop gain）とは、帰還増幅器において帰還をかけない場合の利得のこと。

## 概要
利得回路の入力電圧と出力電圧の比(単位:dB（デシベル）)で表される。
差動増幅回路の場合、2つの入力電圧と出力電圧をそれぞれ {\displaystyle V_{\mathrm {in} }^{+}} 、 {\displaystyle V_{\mathrm {in} }^{-}}及び{\displaystyle V_{\mathrm {out} }} とすると、オープンループ利得 {\displaystyle A_{\mathrm {OL} }} は次のように表される。
{\displaystyle A_{\text{OL}}={\frac {V_{\text{out}}}{\left(V_{\mathrm {in} }^{+}-V_{\mathrm {in} }^{-}\right)}}}